# Игнатьев, Павел Алексеевич
Граф Павел Алексеевич Игнатьев (1878—1930) — полковник лейб-гвардии Гусарского Его Величества полка.

## Биография
Принадлежал к старинному аристократическому роду Игнатьевых — сын генерала А. П. Игнатьева и княжны С. С. Мещерской.

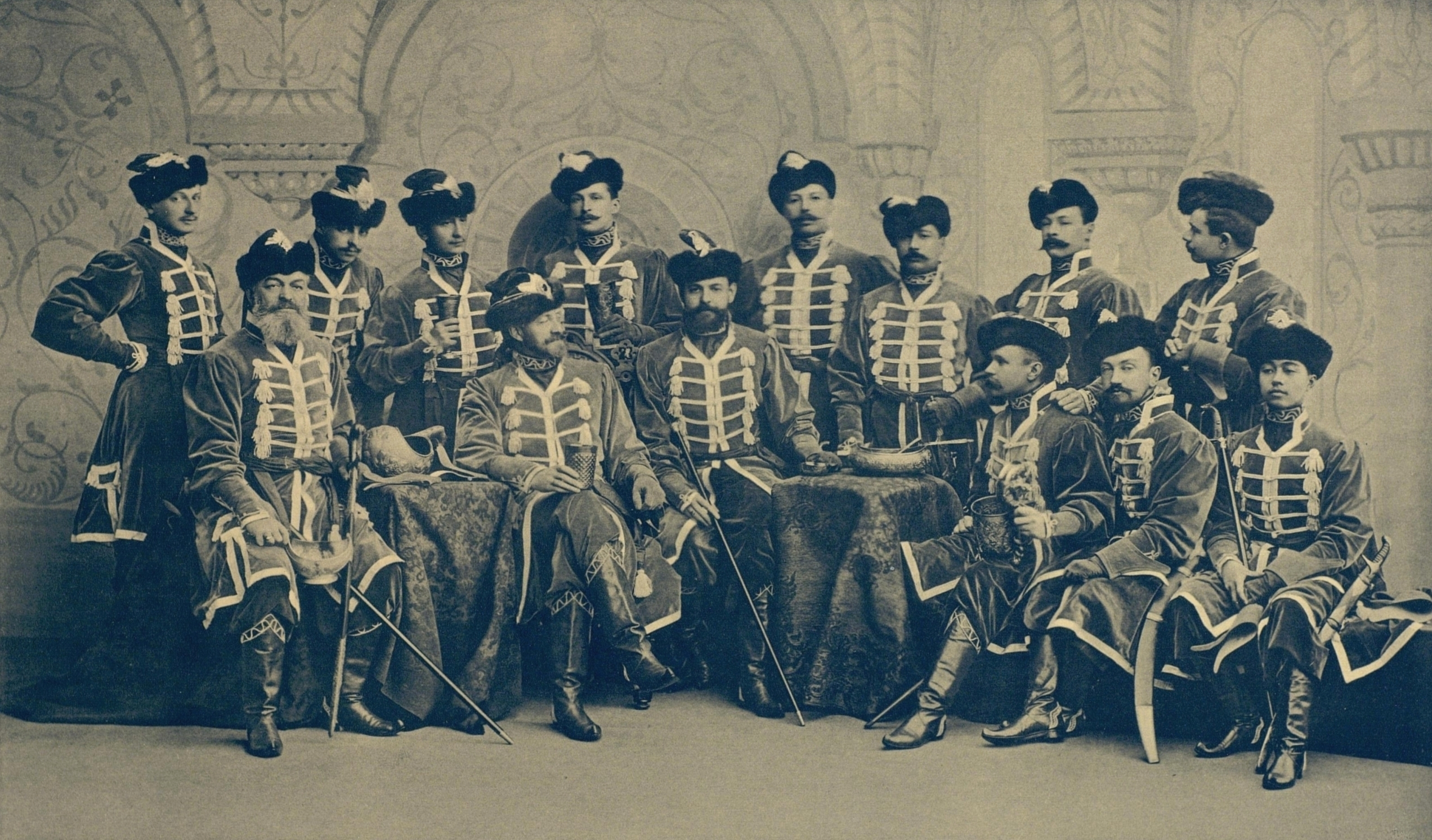
Корнет П. А. Игнатьев (стоит крайний слева) на Костюмированном балу 1903 года в группе офицеров лейб-гвардии Гусарского Его Величества полка

Окончил Киево-Печерскую гимназию с золотой медалью (1897) и юридический факультет Санкт-Петербургского университета (1901).
30 августа 1901 года поступил вольноопределяющимся в лейб-гвардии Гусарский Его Величества полк. Выдержав офицерский экзамен при Николаевском кавалерийском училище, 10 сентября 1902 года был произведен корнетом в тот же полк. 6 декабря 1906 года произведен в поручики. В 1909 году окончил Николаевскую академию Генерального штаба по 1-му разряду, однако продолжил строевую службу. 6 декабря 1910 года произведен в штабс-ротмистры. В разные годы занимал должности: помощника начальника полковой учебной команды, полкового адъютанта, члена полкового суда и, наконец, командира 2-го эскадрона полка.
В Первую мировую войну вступил в должности командира 2-го эскадрона лейб-гусар, с которым участвовал в походе в Восточную Пруссию. Произведен в ротмистры 13 августа 1914 «за выслугу лет». За боевые отличия был награжден несколькими орденами. 15 февраля 1915 года сдал 2-й эскадрон. Затем был назначен помощником начальника штаба 2-й кавалерийской дивизии. Получив серьёзное повреждение ноги, он был направлен в штаб Юго-Западного фронта, где занимался вопросами контрразведки. В декабре 1915 года прибыл во Францию для создания разведывательной службы в интересах русской армии. Через некоторое время возвратился в Санкт-Петербург, затем снова прибыл в Париж в качестве начальника Русской миссии в Межсоюзническом разведывательном бюро при военном министерстве Франции. 6 ноября 1916 года произведен в полковники. К 1917 году на него работали мощные и разветвлённые организации: «Католическая», «Масонская», «Римская» и «Шевалье». Игнатьев одним из первых доложил в ставку по закрытым каналам о ставшем ему известным от информированных источников отправлении в Россию «пломбированного вагона» и его пассажиров: «ленинцев, поляков и румын, которые направляются в Петроград, чтобы там проповедовать мир» (Игнатьев полагал, что они являются агентами немецкой разведки, занаряженными на создание хаоса в стане противника, т. е. России).
Революционные события 1917 года в России дезорганизовали работу разведки; П. А. Игнатьев вспоминал: «Напрасно испрашивал я разрешение выплачивать денежное содержание агентам… Все секретные организации были безоговорочно распущены, приданные им люди рассеялись, ничего больше не существовало из того, что могло бы быть ценным для общего дела».
Умер в эмиграции во Франции, 2 декабря 1930 года. Похоронен на кладбище Сент-Женевьев-де-Буа.

## Награды
российские
- Орден Святого Станислава 3-й ст. (ВП 30.04.1909)
- Орден Святой Анны 3-й ст. (ВП 29.12.1911)
- Орден Святого Станислава 2-й ст. (ВП 6.12.1913)
- Орден Святой Анны 2-й ст. с мечами (ВП 4.11.1914)
- Орден Святого Владимира 4-й ст. с мечами и бантом (ВП 16.01.1915)
- мечи к ордену Св. Станислава 2-й ст. (ВП 27.08.1915)

иностранные
- черногорский Орден князя Даниила I 4-й ст. (1912)

## Семья
Был женат на Левис оф Менар, урожденной Венгловской.